# Sarah Sjöström
Sarah Fredrika Sjöström (Salem, 17 de agosto de 1993) é uma nadadora sueca campeã olímpica e recordista mundial dos 100 metros borboleta.

## Carreira
Sjöström participou do Campeonato Mundial de Esportes Aquáticos realizado em 2009 em Roma, e com apenas 15 anos, conquistou a medalha de ouro nos 100 m borboleta e quebrou o recorde mundial na semifinal e na final da prova.
Em sua primeira Olimpíada, em 2012, Sjöström nadou quatro provas e chegou a apenas uma final, na qual terminou em quarto. Quatro anos depois, nos Jogos Olímpicos de Verão de 2016, conquistou três medalhas: ouro nos 100 m mariposa, quebrando o recorde mundial; prata nos 200 m livres, com recorde nacional; e medalha de bronze nos 100 m livres.
Recebeu a Medalha de Ouro do Svenska Dagbladet em 2015.